# تاريخ كرة المضرب

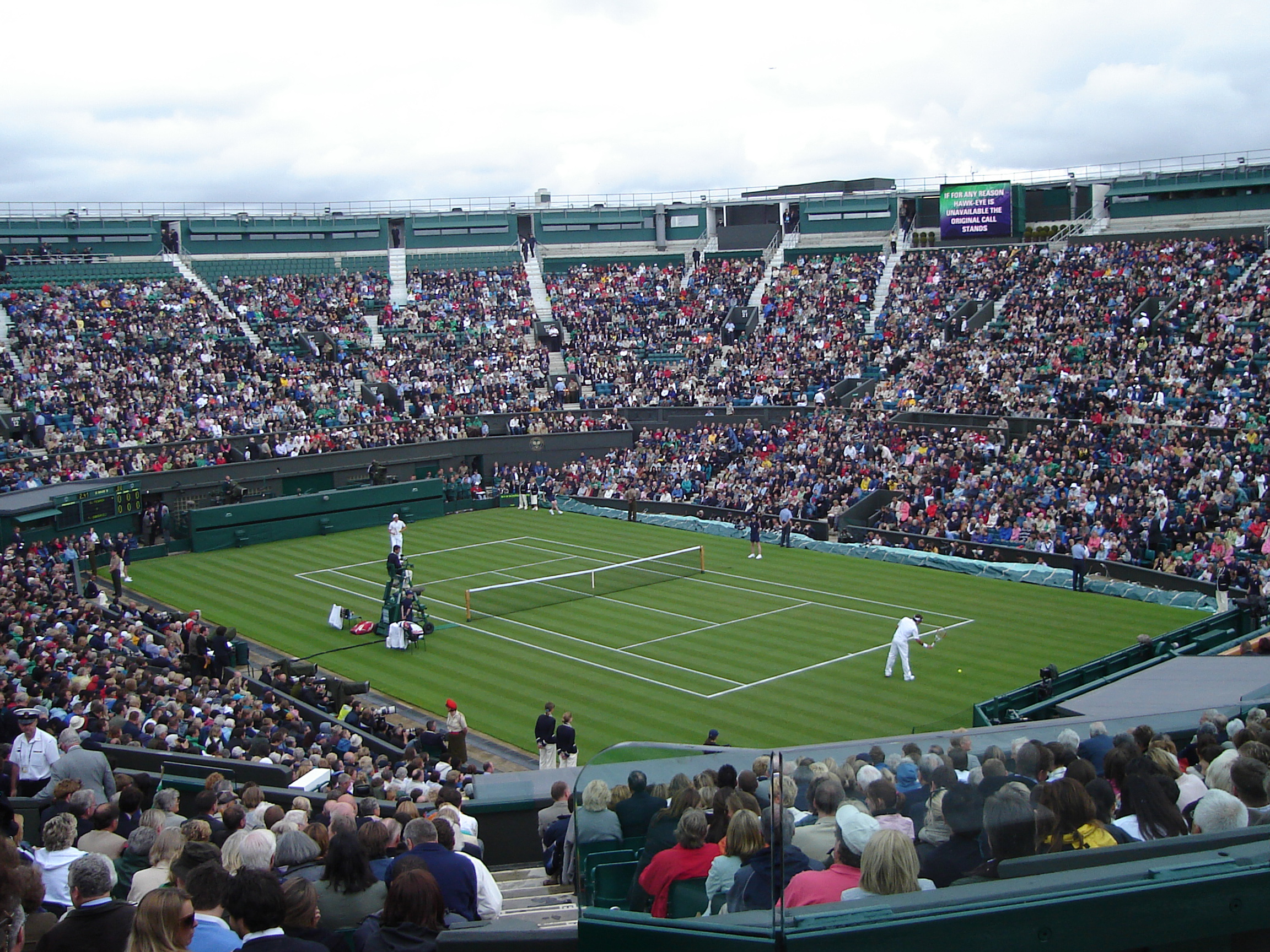

## أصل اللعبة
لاقت هذه الرياضة أسماء عديدة من بينها (اللعبة البيضاء)، و(لعبة الملوك)، واستقرت أخيرًا على اسمها الحالي (التنس) حيث إن الذين مارسوا هذه اللعبة في البداية هم نبلاء فرنسا في القرن الثالث عشر الميلادي، ولكن بطريقة بدائية، وذلك عن طريق استخدام كف اليد لضرب الكرة. حدثت عقب ذلك تطورات كبيرة في هذه اللعبة حيث استخدمت المضارب لأول مرة بشكل فعلي في القرن الخامس عشر الميلادي، وحتى ذلك الوقت لم تكن هذه الرياضة تتمتع بالطابع التنافسي حيث كانت تمارس كنوع من الترويح عن النفس لا أقل ولا أكثر ولم تدخلها الروح التنافسية إلا بعد ذلك التاريخ بفترة طويلة. ولم تلبث هذه الرياضة أن انتشرت من فرنسا إلى القارة الأوروبية، حيث مارسها الإنجليز في القرن الخامس عشر الميلادي، والإنجليز هم أول من أطلق عليها اسمها المعروف حاليًا (التنس)، وأقيمت أول بطولة رسمية لهذه الرياضة في إنجلترا وبالتحديد في مدينة ويمبلدون في شهر نوفمبر من سنة 1887م، وسميت البطولة باسم (بطولة ويمبلدون) ولا تزال تقام حتى وقتنا الحاضر، ولم يتم تأسيس اتحاد خاص لهذه اللعبة حتى سنة 1913م.

## نشأتها
يعتقد معظم المؤرخين أن لعبة التنس نشأت في فرنسا في القرن الثاني عشر وكانت في ذلك الوقت تلعب عن طريق رميها باليد من دون استخدام المضرب حتى أن أتى القرن السادس عشر التي دخلت به المضارب في هذا القرن وبدأت اللعب تسمى كرة المضرب وكانت شعبيتها الأعظم في فرنسا وإنجلترا على الرغم أن كانت هذه اللعبة محليه فقط وكان هنري الثامن من المحبين لِهذه اللعبة حيث تكاتف هو وزميله بيريرا مع اثنين من الأطباء المحلين وأسسوا نادي تنس الذي يعتبر الأول في العالم في منتجع ينجمتون في عام 1844م.
وكان أوّل قريبٍ متعارفٍ عليه للتنس، كما نعرفه اليوم، "لعبةُ راحةِ اليد" (jeu de paume)، التي لُعبت في فرنسا القرن الحادي عشر. استخدمت اللعبة، التي لُعِبت في باحة دير، الجدران والأسطح المائلة كجزء من الملعب وراحة اليد لضرب الكرة.
وفي أمريكا في عام 1874م اويونغ وهو شخصية بارزة في مجتمع الشباب وعاد من برمودا حيث التقى بالرئيس ينغفيلد حيث قرر إقامه أول بطوله في أمريكا وكان الموقع ما يسمى الآن جزيرة ستاتين في عام 1880م نظمت بطوله حيث لعب لاعبان في الفردي الأمريكي عمر الفاروق والإنجليزي ودهاوس. ولعب أيضًا في الزوجي وفاز الزوجي الأمريكي.
وفي عام 1881م نُظِمت بطولة أمريكا المفتوحة وتم وضع السيدات في نفس البطولة في عام 1887م وأفتتحت بطولة أستراليا المفتوحة أيضًا في عام 1905م وكانت أول بطولة في التنس في عام 1877م وهي بطولة ومبيلدون وكانت تُقام على أراضي ترابية وعلى أراضي صلبة وقد بدأت بطوله كأس ديفيس للمنتخبات من عام 1963م للرجال والسيدات.
النظام الشامل الصادر في عام 1924م من قبل الاتحاد الدولي للتنس ظل مستقرًا بشكل ملحوظ في السنوات الثمانين التي تلت ذلك، وكان هناك تغيير واحد رئيسي هو إضافة نظام الشوط الفاصل الذي صممه جيمس فان ألن، وفي تلك السنة نفسها انسحبت لعبة كرة المضرب من دورة الألعاب الاولمبية عآم 1924م ولكنها عادت بعد 60 عامًا على أن تكون لـ اللاعبين تحت ال 21 عامًا في عام 1984م، وكان الفضل لعودة كرة المضرب للجهود التي بذلها رئيس الاتحاد الدولي للتنس فيليب شآترير، والأمين العام للاتحاد الدولي للتنس ديفيد غراي ونائب رئيس الاتحاد الدولي للتنس بابلو ليورنز، ودعم كبير من رئيس اللجنة الاولمبية الدولية وقتها خوآن انطونيو سامارانش، وكان للنجاح الساحق لهذا الحدث أثآر كبيرة، ف قررت اللجنة الاولمبية الدولية إعادة التنس كرياضة رسمية في سيول في عام 1988م.
كأس ديفيس وهي المسابقة سنوية بين الفرق الوطنية للرجال، تقررت في العام 1900م، والمنافسة مماثلة للفرق الوطنية النسائية كانت في بطولة Fed Cup، والتي أسسها الاتحاد الدولي للتنس في عام 1963م للاحتفال بالذكرى ال 50 لـ تأسيس الاتحاد الدولي لِلتنس. في عام 1926م، أنشأ أول جولة كرة المضرب للمحترفين مع مجموعة من لاعبي التنس الأميركان والفرنسيين الذي لعبوا مباريات استعراضية لـ أمتاع الجماهير، ومن أبرز هؤلاء اللاعبين وقتها كان الأمريكي فيني ريتشا اردز والفرنسية سوزان لينغلين، التي تحولت للاعبة محترفة لكنها لم تستطع المنافسة في بطولات الهواة الرئيسية. وفي عام 1968م،الضغوط التجارية والشائعات بشأن بعض الهواة الذين أخذوا المال من تحت الطاولة أدت إلى التخلي عن هذا التمييز، وبذلك بدأ عهد البطولات المفتوحة، والتي يمكن أن ينافس بها جميع اللاعبين في جميع البطولات، وكان كبار اللاعبين بإمكانهم كسب عيشهم من التنس، مع بداية عهد البطولات المفتوحة أُنشئت دائرة التنس المهنية الدولية وأيضًا العائدات الكبيرة من بيع حقوق البث التلفزيوني، بذلك شعبية التنس أنتشرت في جميع أنحاء العالم، وأعتبرت هذه الرياضة من ذوي الطبقة العلوية والمتوسطة. في عام 1954م، أسس فان ألن رئيس الاتحاد الدولي للتنس قاعة للمشاهير وأيضًا أنشئ متحف غير قابل للربح المادي في نيوبورت - رود ايلاند وبناء يحتوي على مجموعة كبيرة من تذكارات التنس، فضًلا عن قاعة للشهرة وتكريم أعضاء بارزين من لاعبي التنس في جميع أنحاء العالم، واستضافت كل عام بطولة في أرضية عشبية وحفلاً لتكريم اللاعبين الجدد الذين دخلوا قاعة المشاهير.
في عام 2004 نفذ الاتحاد الدولي للتنس خطة التصنيف الجديد لتشجيع المزيد من المشاركات في منافسات الزوجي، من خلال الجمع بين اثنين من التصنيف العالمي في الفردي والزوجي في فريق واحد، بطولات الشباب لا يوجد فيها جوائز مالية، إلا في دورات الغراند التي تعتبر البطولات الأهم والأكثر انتظارًا للشباب، الشباب بإمكانهم الاستفادة من الربح المادي في التنس في المستقبل، أو في بطولات التشالنجر، حيث يتم تقسيم البطولات تصل إلى مختلف المستويات مع إمكانية كسب نقاط عديدة في التصنيف العالمي، والحصول على درجة الامتياز A.
اللاعبون الشبان الطموحين بإمكانهم المشاركة مع منتخبات بلادهم عبر بطولات Junior Fed Cup and Davis Cup، لأن النجاح في التنس يأتي مع البدء بممارسة اللعبة من سن مبكرة، لتسهيل عملية تعود صغار السن على اللعبة، تقريبًا كل الدول قد وضعت منظومات التنمية للمبتدئين، الشباب يطورون من أدائهم من خلال مجموعة من البطولات على جميع الأرضيات، لاستيعاب جميع المعايير المختلفة للعبة، وبإمكان الموهوبين الصغار أيضًا الحصول على الرعاية من الهيئات أو مؤسسات القطاع الخاص.

## العصر المفتوح
بدأ العصر المفتوح في تاريخ رياضة التنس في عام 1968م عندما تم الاتفاق بين البطولات الأربعة الكبرى "الجراند سلام"، بطولة أستراليا المفتوحة وبطولة فرنسا المفتوحة وبطولة ويمبلدون وبطولة أمريكا المفتوحة على السماح للاعبين المحترفين في التنس بالتنافس بهذه البطولات مع اللاعبين الهواة في هذه الرياضة أيّ الغير منضمين لقائمة اللاعبين المحترفين.
يذكر أن أول مرة تم لعب مباريات بعد العصر المفتوح في البطولات الكبرى كانت في بطولة فرنسا المفتوحة "رولان غاروس"، أما في البطولات الأخرى فكانت أول بطولة يلعب فيها بعد العصر المفتوح في بورنموث، إنكلترا يوم 28 أبريل عام 1968م.

## الملعب
تصنف لعبة التنس حسب الأرضية التي تقام عليها المباريات، ولعبة التنس الأرضي تصنف في منافساتها حسب نوع الأرضية التي تقام عليها المسابقة مثلها مثل الألعاب الأخرى ككرة القدم، وتصنف ملاعب التنس على النحو التالي:
- ملاعب رملية.
- ملاعب صلبة.
- الملاعب العشبية (الملاعب الخضراء).

وأبعاد هذه الملاعب ثابتة دائمًا وخاصة في الطول، والعرض يختلف باختلاف المتبارين حيث إن العرض يزيد قليلًا في حالة مسابقات الزوجي. وملعب التنس عبارة عن مستطيل يبلغ طوله 23.77 مترًا، والعرض ثابت ما عدا في منافسات الزوجي حيث يزيد بنسبة 1.37 متر، وفي منتصف الملعب توضع شبكة بعرض الملعب تمامًا وبارتفاع91.5 سنتمترًا.

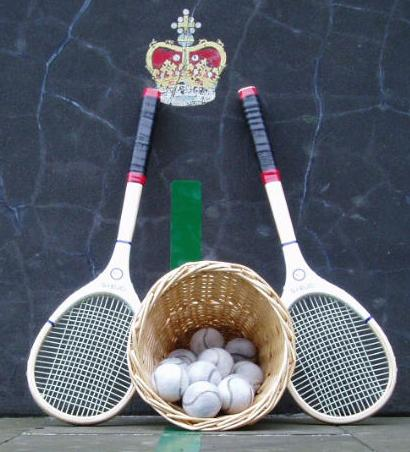

قوانين اللعبة الدولية وطريقة ممارستها يعتمد في قوانين اللعبة أن يتبادل اللاعبان ضرب الكرة على أن تمر الكرة فوق الشبكة الموجودة في منتصف الملعب وعلى أن لا تتجاوز الحدود المسموحة لها داخل المستطيل وتحتسب النقاط ضد أي من اللاعبين المتنافسين في الحالات التالية:
إذا لمس الكرة أو قام بضربها أكثر مرة في نصف الملعب المخصص له.
إذا لمس اللاعب أو مضربه الشبكة الموجودة في منتصف الملعب.
إذا قام اللاعب بضرب الكرة قبل تجاوزها للشبكة الموجودة في نصف الملعب.
إذا لمست الكرة أي جزء من جسمه أو أي شيء آخر خلاف الشبكة الخاصة بمضرب اللاعب.
وفي مباريات التنس ليس هناك وقت محدد للعبة حيث تتوقف مسألة الوقت على مهارة أي من اللاعبين في إنهاء اللعبة لصالحه، وتقام المباريات بنظام الفردي والزوجي، سواء للرجال أو السيدات، أو الزوجي المختلط بأن يكون هناك لاعب ولاعبة في كل فريق، وتقام المباراة بنظام المجموعات وكل مجموعة تتألف من ستة أشواط، وفي السيدات تكون المباراة عبارة عن مجموعتين، أما بالنسبة للرجال فتتضمن المباراة ثلاث مجموعات. ويعتمد احتساب النقاط لصالح اللاعب في هذه اللعبة على النحو التالي:
- إذا فاز اللاعب بالنقطة الأولى يحتسب له 15 درجة.
- إذا فاز اللاعب بالنقطة الثانية يحتسب له 30 درجة.
- إذا فاز اللاعب بالنقطة الثالثة يحتسب له 40 درجة.
- أما إذا فاز اللاعب بالنقطة الرابعة في المجموعة فأنه يربح الشوط.[27][28][29]

وفي حالة تعادل اللاعبين بحصول كل منهما على 40 درجة فيستمر اللعب بينهما على أن يفوز أحدهما بفارق نقطتين حتى يفوز بالشوط، واللاعب الذي
يفوز بستة أشواط يكون فائزًا بالمجموعة بشرط أن يكون فوزه بفارق شوطين عن منافسه. وبالنسبة لاختيار اللعبة ولمن تكون ضربة البداية فهذه يتم تحديدها بالطريقة التقليدية المتعارف عليها وهي القرعة، ويتم تغيير نصف الملعب لكل لاعب بنهاية كل شوط، ولا تزيد فترى الاستراحة في التنس عن 10 دقائق، وقد تزيد إذا رأى الحكم في ذلك مصلحة خاصة في المناطق شديدة الحرارة، وفي منافسات الرجال تكون الراحة بعد الانتهاء من المجموعة الثانية، وللسيدات بعد المجموعة الأولى.

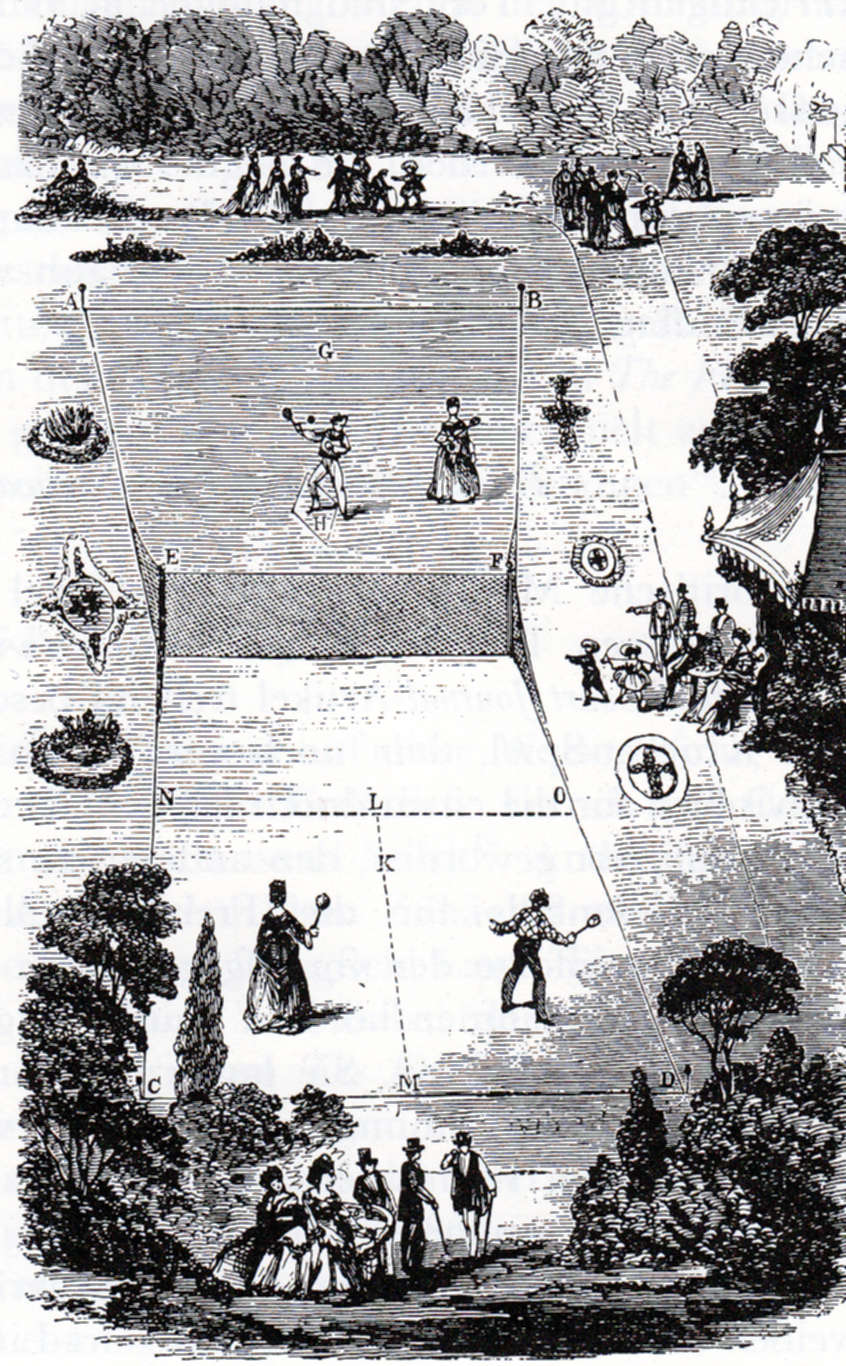

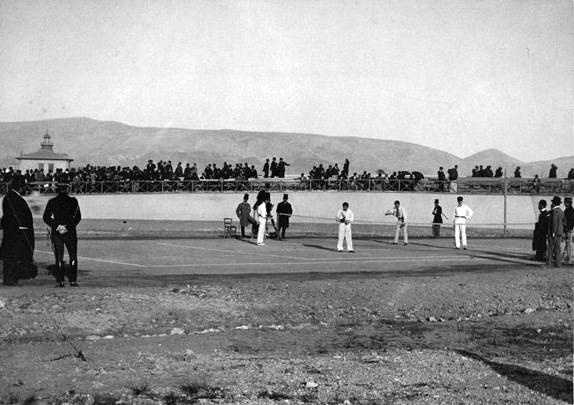

لجنة التحكيم وتصنيف البطولات فيما يتعلق بكيفية التحكيم في مباريات التنس الأرضي فهناك كما هو الحال في كل الألعاب حكم رئيسي بشرط أن يكون على كرسي عالٍ يكشف من خلاله جميع أرجاء الملعب، بالإضافة إلى حكام مساعدين له حيث يتوجب وجود حكم عند طرف الملعب وبالتحديد عند الشبكة وحكمين بنهاية الملعب خلف كل لاعب، وعند الابتداء في اللعبة يمنع أي لاعب من تلقي المعلومات أثناء اللعب.
وفيما يتعلق بالبطولات في رياضة التنس فهناك أربع بطولات كبرى تسمى ب (الغراند سلام) وتعتبر من أقوى وأضخم البطولات جماهيريًا وماديًا من حيث مكافآت الفوز وهي:
- بطولة أستراليا المفتوحة، وهي أولى البطولات الكبرى حيث تقام في أواخر شهر يناير من كل عام.
- بطولة فرنسا المفتوحة المعروفة باسم (رولان غاروس).
- بطولة ويمبلدون في إنجلترا.
- بطولة الولايات المتحدة المفتوحة المعروفة باسم (فلاشينغ ميدوز) على اسم الملاعب التي تقام عليها البطولة.